# Гістадрут
Гістадрут (федерація), повна назва Нова загальна робітнича федерація (івр. הסתדרות העובדים הכללית החדשה), до 1994 року Загальна федерація працівників у Ерец-Ісраель (іврит ההסתדרות הכללית של העובדים בארץ ישראל, HaHistadrut HaKlalit shel HaOvdim B'Eretz Yisrael) — ізраїльська профспілка.

## Історія

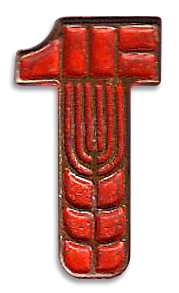
молот, стара емблема Гістадрут

Організацію було засновано 1920 року у Хайфі як єврейську профспілку, що також забезпечувала біржу праці, допомогу за хворобою тощо. Первинною метою був захист прав усіх працівників єврейської національності у Британській підмандатній Палестині та забезпечення двох доктрин сіонізму тих років: про «боротьбу за єврейську землю» (купівля євреями землі та розгортання на ній сільськогосподарського виробництва) та «боротьбу за єврейську працю» (забезпечення зайнятості євреїв, незважаючи на те, що арабська робоча сила коштувала дешевше).
1920 року спілка налічувала 4400 членів, до 1922 організація розрослась до 8394 осіб, що складало близько половини єврейського робітничого класу в Палестині. До 1927 спілка вже налічувала 25 тисяч осіб.
Гістадрут став базою трудового сіоністського руху й однією з найвпливовіших установ Держави Ізраїль. Окрім виконання ролі профспілки, він також став власником багатьох підприємств та найбільшим працедавцем у країні, утворивши цілий сектор економіки.

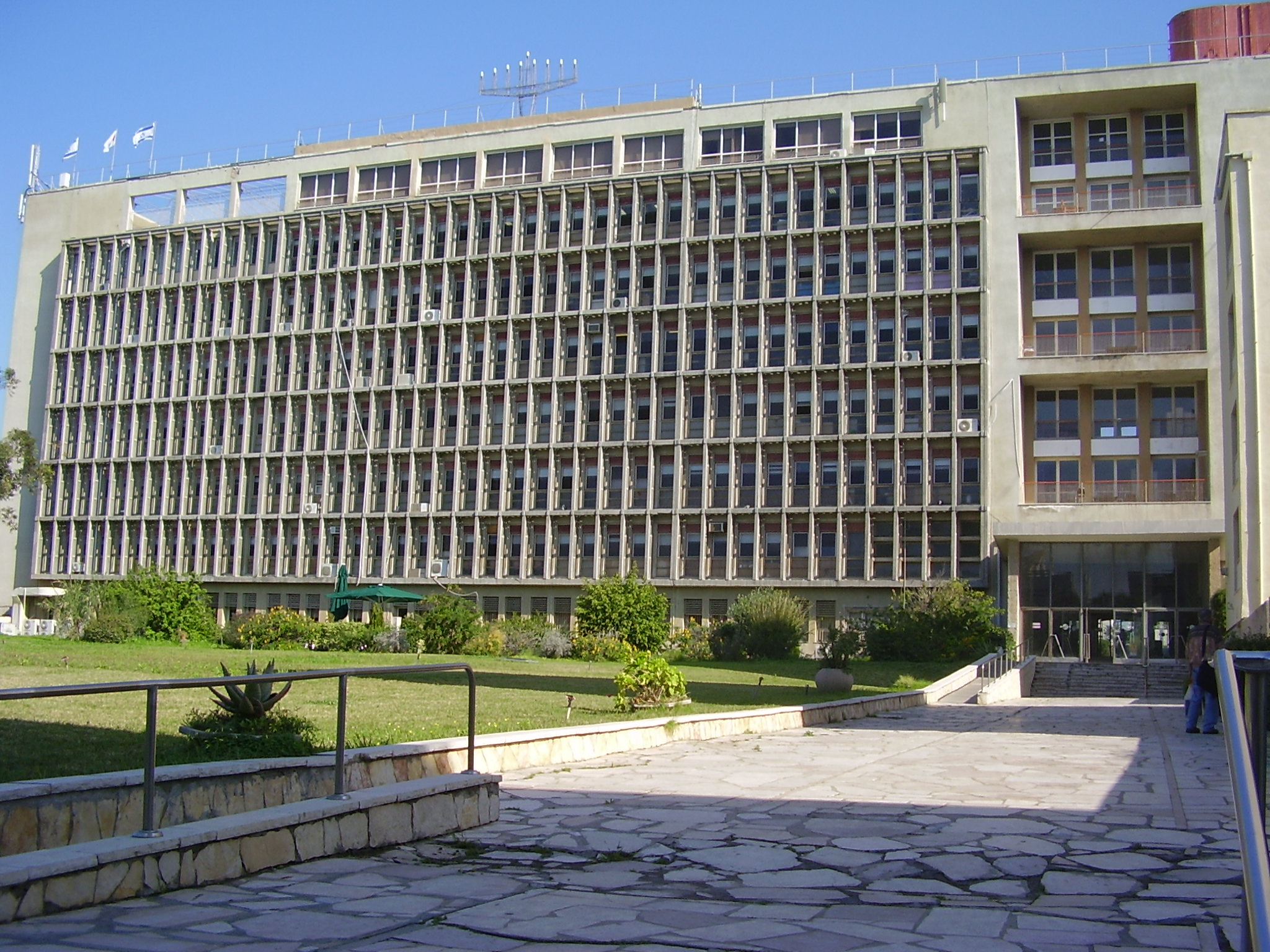
будівля Гістадруту в Тель-Авіві

Через власне економічне крило, «Хеврат гаОвдім» («Спілка трудящих»), Гістадрут керує низкою підприємств, включаючи найбільші у країні промислові конгломерати, а також найбільший банк, «Банк гаПоалім». Окрім того, спілка забезпечує систему медичного страхування.